# Roberto Fico
Roberto Fico (ur. 10 października 1974 w Neapolu) – włoski polityk, działacz Ruchu Pięciu Gwiazd, poseł do Izby Deputowanych, w latach 2018–2022 jej przewodniczący.

## Życiorys
Absolwent nauk o komunikacji na Università degli Studi di Trieste, kształcił się też w zakresie zarządzania wiedzą na Politecnico di Milano. W 2005 zaangażował się w działalność polityczną w ramach ruchu społecznego, który zainicjował Beppe Grillo. Zorganizował wówczas lokalną platformę spotkań sympatyków tej inicjatywy. Z ramienia Ruchu Pięciu Gwiazd bez powodzenia kandydował w 2010 na prezydenta Kampanii, a rok później na burmistrza Neapolu.
W wyborach w 2013 z ramienia swojego ugrupowania został wybrany do Izby Deputowanych XVII kadencji, objął następnie funkcję przewodniczącego Vigilanza Rai, parlamentarnej komisji monitorującej działalność mediów publicznych. W 2018 utrzymał mandat poselski na kolejną kadencję.
24 marca 2018, po zawarciu porozumienia przez Ruch Pięciu Gwiazd i centroprawicę, został wybrany na przewodniczącego niższej izby włoskiego parlamentu. Urząd ten sprawował do końca kadencji, tj. do 12 października 2022.